# نوتر-دام-دو-لا-مرسی، کبک
نوتر-دام-دو-لا-مرسی (به فرانسوی: Notre-Dame-de-la-Merci) شهری در منطقه شهری ماتاوینی ناحیه لانودییر در استان کبک کانادا است. در سرشماری سال ۲۰۱۱ این شهر ۸۹۰ نفر جمعیت داشته‌است و مساحت آن ۲۵۱٫۲۲ کیلومتر مربع است.